# Abdoulaye Miskine
Abdoulaye Miskine, né le 5 octobre 1965 à Ndinaba (Moyen-Chari, Tchad), est un chef de guerre tchadien-centrafricain et un ancien officier de l'armée centrafricaine qui sert notamment sous le gouvernement Patassé. Il est le leader du Front démocratique du peuple centrafricain.

## Biographie

### Jeunesse
Abdoulaye Miskine naît le 5 octobre 1965 à Ndinaba, dans la région du Moyen-Chari au Tchad, sous le nom d'origine de Martin Koutamadji. Son père est tchadien et sa mère centrafricaine. Il est élevé en République centrafricaine par sa mère à partir de la mort de son père, alors qu'il est enfant. À l'âge de 18 ans, il s'installe au Nigeria et se convertit à l'islam sous le nom d'Abdoulaye Miskine. 

### Carrière militaire
La date à laquelle il rejoint les Forces armées centrafricaines (FACA) est inconnue. Après une tentative de coup d'État ratée en 2001, Ange-Félix Patassé charge Abdoulaye Miskine de diriger une milice spéciale composée de 300 mercenaires tchadiens en raison de la méfiance envers François Bozizé et du refus d'Idriss Déby d'envoyer des renforts. Patassé ordonne à Abdoulaye Miskine de combattre les zaraguina (bandits de la route) ainsi que les oppositions armées autour de la frontière RCA-Tchad et de protéger le président. Abdoulaye Miskine établit sa base à Kabo et se bat contre la milice soutenant Bozizé. Fin novembre 2002, ses effectifs passent de 300 à 600 hommes,.  
Les forces spéciales de Abdoulaye Miskine sont accusées de violations des droits de l'homme. Ses forces sont notamment responsables du meurtre de 180 Tchadiens et du vol d'éleveurs de bétail,. De plus, la milice de Abdoulaye Miskine est accusée du massacre du marché aux bestiaux du PK 13 à Bangui le 31 octobre 2002,.
Le 2 octobre 2002, le Tchad et la République centrafricaine signent le communiqué final des accords de Libreville pour rétablir les relations diplomatiques entre les deux pays. L'un des accords prévoit respectivement l'expulsion de Abdoulaye Miskine et de Bozizé de la République centrafricaine et du Tchad. Abdoulaye Miskine quitte la République centrafricaine pour le Togo le 5 novembre 2002. Avant cela, Ange-Félix Patassé le décore des insignes de commandeur de l'ordre du Mérite centrafricain.
En janvier 2012, Abdoulaye Miskine s'allie aux FACA et à l'armée nationale tchadienne dans la lutte contre Baba Laddé.

### Rébellion
Lorsque Bozizé arrive au pouvoir en République centrafricaine, Abdoulaye Miskine fonde le FDPC, le 14 juin 2004, afin de le renverser.
En 2007, il signe un accord de paix entre les rebelles et le gouvernement à Syrte, en Libye, sous la médiation du colonel Mouammar Kadhafi. Abdoulaye Miskine retourne rapidement en République centrafricaine. Néanmoins, il s'enfuit en Libye après s'être rendu compte que le gouvernement ne lui fournirait pas les installations qu'il souhaitait. Le 15 juillet 2007, le gouvernement annonce que Abdoulaye Miskine a obtenu un poste de conseiller présidentiel. Cependant, il décline cette proposition, affirmant que le gouvernement n'a pas exécuté les promesses de l'accord de paix.
En février 2009, Abdoulaye Miskine reprend l'insurrection en attaquant une garnison de la gendarmerie à Batangafo,. Le 3 juillet 2009, il signe l'acte d'adhésion à l'Accord de paix global à Tripoli sous la pression de Kadhafi. Cependant, il finit par enfreindre l'acte en raison de l'arrestation par le gouvernement de deux membres du FDPC à Bangui. Néanmoins, Bozizé nomme Abdoulaye Miskine conseiller présidentiel chargé du dispositif Désarmement, démobilisation et réintégration (DDR) le 13 janvier 2011.
À l'automne 2012, il rejoint la Seleka pour renverser Bozizé. Juste avant le début de la bataille de Bangui, le FDPC quitte la Seleka. Peu de temps après, du 2 au 4 avril 2013, le FDPC affronte la Séléka et Abdoulaye Miskine est blessé dans les combats. En septembre 2013, Abdoulaye Miskine rejoint le groupe soutenant Bozizé, le Front pour la restauration de l'ordre constitutionnel en Centrafrique (FROCCA).
Abdoulaye Miskine est arrêté à Bertoua, au Cameroun, le 16 septembre 2013, les autorités prétextant qu'il pourrait utiliser le Cameroun comme base pour un raid transfrontalier. Par la suite, il est transféré à Yaoundé et placé en garde à vue au service spécial de la police. Le Cameroun libère Abdoulaye Miskine le 27 novembre 2014 en échange de 26 otages, dont un prêtre catholique polonais, enlevés par le FDPC. Par la suite, il s'envole pour Brazzaville avec l'avion privé de Denis Sassou-Nguesso et est accueilli par le ministre congolais de l'Intérieur, Raymond Mboulou, à son arrivée. À Brazzaville, il signe un accord pour participer au programme de Désarmement, démobilisation et réintégration le 1er juin 2017.
En février 2019, il signe l'accord de paix à Khartoum et le gouvernement propose Abdoulaye Miskine comme ministre de la Modernisation de l'administration et de l'Innovation des services publics. Cependant, il refuse le poste et accepte seulement celui d'officier militaire supérieur. En juin 2019, il retourne en République centrafricaine après cinq ans de séjour à Brazzaville et se rend à Am Dafok, où il menace de renverser Faustin-Archange Touadéra. Abdoulaye Miskine tente de recruter des combattants pour lutter contre le gouvernement. Répondant à la menace de Abdoulaye Miskine, Bangui délivre un mandat d'arrêt à son encontre le 3 août. 

### Arrestation et emprisonnement
En octobre 2019, un affrontement inter-rebelles entre le FPRC et le MLJC éclate à Am Dafok et conduit Abdoulaye Miskine à fuir vers Tissi et le Tchad,. À son arrivée à Harare Mangueigne, au Tchad, le 19 novembre 2019, les autorités tchadiennes arrêtent Abdoulaye Miskine. Il est conduit à N'Djamena et placé sous la garde de l'Agence nationale de sécurité. Répondant à l'arrestation, le gouvernement centrafricain demande l'extradition d'Abdoulaye Miskine mais le Tchad refuse la demande de Bangui.
Les problèmes d'Abdoulaye Miskine devant la justice commencent en 2020. Il est accusé de viol et d'incitation à la rébellion,. En 2022, il est incarcéré à la prison de Klessoum et son procès commence le 29 juillet 2022,.
En février 2024, il est toujours emprisonné au Tchad, dans la prison de haute sécurité de Klessoum, en attente d'un nouveau procès. Son état de santé se dégrade : il perd du poids et sa tension est élevée. L'accès aux traitements médicaux est également difficile.

## Sanctions
En 2014, les États-Unis imposent des sanctions à cinq personnalités de la République centrafricaine parmi lesquelles Abdoulaye Miskine. L'ONU décide de sanctions individuelles à l'encontre d'Abdoulaye Miskine en 2020.

## Récompenses et distinctions
- Commandeur de l'ordre du Mérite centrafricain - 2002